# Lijst van burgemeesters van Zwollerkerspel
Dit is een lijst van burgemeesters van de voormalige Nederlandse gemeente Zwollerkerspel in de provincie Overijssel tot 1 augustus 1967. Op die datum werd de gemeente opgeheven en verdeeld over de gemeenten Genemuiden, Hasselt, Heino, IJsselmuiden en vooral Zwolle.
| Ambtsperiode | Naam burgemeester                                                            | Partij of stroming | Bijzonderheden                                                              |
| ------------ | ---------------------------------------------------------------------------- | ------------------ | --------------------------------------------------------------------------- |
| 1811 - 1837  | mr. Lucas Hendrik Coenraas Nilant                                            |                    | overleed 10 april 1837                                                      |
| 1837 - 1880  | Johan Christiaan baron van Haersolte van Haerst                              |                    |                                                                             |
| 1881 - 1891  | Coenraad Willem Antoni baron van Haersolte                                   |                    | oomzegger van zijn voorganger; overleed 24 maart 1891                       |
| 1891 - 1905  | mr. Jan Arend Frederik de Vos van Steenwijk genaamd van Essen tot Windesheim |                    | van 1891 tot 1896 tevens secretaris; was tot zijn overlijden burgemeester   |
| 1906 - 1919  | P. Dorhout Mees                                                              |                    |                                                                             |
| 1919 - 1936  | Ubbo Petrus Cavaljé                                                          | CHU                | eerder burgemeester van De Wijk en Avereest                                 |
| 1936 - 1944  | jhr. mr. Gustaaf Adolph Strick van Linschoten                                |                    | was burgemeester van Krabbendijke                                           |
| 1944         | E. Lambers                                                                   |                    | waarnemend burgemeester                                                     |
| 1944 - 1945  | P.P. Hensels                                                                 |                    | waarnemend burgemeester                                                     |
| 1945 - 1946  | jhr. mr. Gustaaf Adolph Strick van Linschoten                                |                    | werd burgemeester van Zwolle                                                |
| 1946 - 1962  | Catharinus Slager                                                            |                    | was burgemeester van Oldehove                                               |
| 1963 - 1966  | mr. Willem Jacob Elias Crommelin                                             | CHU                | was burgemeester van Domburg, werd gedeputeerde van de provincie Overijssel |
| 1966 - 1967  | Marcus Hendrik Malcorps                                                      | CHU                | waarnemend burgemeester, tevens burgemeester van Hasselt                    |